# Žani
Žani je moško osebno ime.

## Izvor imena
Ime Žani je različica imena Žan.

## Pogostost imena
Po podatkih Statističnega urada Republike Slovenije je bilo na dan 31. decembra 2007 v Sloveniji 18 oseb z imenom Žani.